# Simón Alapín
Semión Zinóvievich Alapin (Simón Alapin), (en ruso: Семён Зиновьевич Алапин, 1856-1923) fue un jugador de ajedrez. Nacido en San Petersburgo (otras fuentes afirman que en Vilna), era ciudadano ruso y uno de los jugadores más fuertes de su época en Rusia. Inventor de la Defensa que lleva su nombre.
Antes de volverse famoso por su juego de ajedrez, trabajó como ingeniero ferroviario.
En 1911 ganó el Torneo Internacional de Múnich, lo que fue su logro principal.
Su juego se caracterizó por la gran originalidad de sus ideas, lo que en ocasiones le perjudicó a la hora de conseguir victorias.[cita requerida]
Publicó una serie de artículos con partidas en las que jugaban dos ajedrecistas imaginarios: Attakinsky y Defendárov.[cita requerida]
Pero si hoy en día es famoso Alapín es por su contribución a la teoría de aperturas, en la que defendió una línea que no se suele jugar, aunque puede dar muchas sorpresas: la Apertura Alapín.